# Víctor Graciano Maita
Víctor Graciano Maita fue un abogado y político peruano. Fue autor de varios libros sobre derecho constitucional, derecho municipal y derecho agrario.
Fue elegido senador por el departamento de Junín en 1945 durante el gobierno de José Luis Bustamante y Rivero. Su mandato se vio interrumpido en 1948 tras el golpe de Estado dado por Manuel A. Odría.